# 緑川ダム
緑川ダム（みどりかわダム）は、熊本県下益城郡美里町、一級水系緑川水系緑川の上流部に建設された国土交通省直轄ダムであり、重力式コンクリートの主ダムとロックフィル式の脇ダムの2つのダムからなる。ダムによって形成された人造湖は、肥後みどりかわ湖（ひごみどりかわこ）と命名された。

## 概要
九州背陵山系の一つ三方山に端を発する緑川は、たびたび大洪水を引き落としてきた。そのため、地域の要請を受け緑川ダムの建設が計画され、昭和34(1959)年から予備調査を開始し、昭和46(1971)年に完成した。
主ダムは洪水調整、かんがい、河川維持、発電を目的に造られた多目的ダムであり、堤頂部がZ型に湾曲しているのが特徴である。また脇ダムは増水時のみに使用し、通常時は浸水しておらず、周辺は広場として使用されている。

## 経緯
これまでの経緯は次の通り
- 1959年　緑川ダム予備調査に着手
- 1964年4月　調査事務所を設置し、実施計画調査に着手
- 1966年4月1日　 工事事務所を設置
- 1967年11月28日　損失補償基準協定書の調印
- 1968年1月　 本体工事に着手
- 1969年4月25日　　基本計画を告示
- 1971年3月25日    完成
- 1971年4月1日　管理所を設置

## アクセス
九州自動車道松橋IC・御船ICより車で30分、JR交通センター駅からバスで80分、家族旅行村西入口バス停下車、徒歩25分